# 崔模 (武城男)
崔模（？—？），字思范，清河郡东武城县（今河北省衡水市故城县）人，后燕、东晋、刘宋、北魏官员。

## 生平
崔模是曹魏中尉崔琰哥哥崔霸的后裔，父亲崔遵是后燕慕容垂时期的少府卿，叔叔崔整是广川郡太守。崔模在后燕慕容熙末年南渡黄河，成为东晋的荥阳郡太守，戍守虎牢。元嘉七年（430年）十月，北魏冠军将军安颉和龙骧将军陆俟进攻虎牢，十月辛巳（430年11月29日），魏军攻克了虎牢，刘宋司州刺史尹冲和崔模向北魏投降。崔模后获赐爵武城男，加宁远将军。
崔模在南方娶妻张氏，有两个儿子崔冲智、崔季柔。崔模到北魏京师后，获赐妻金氏，生子崔幼度。崔冲智等人以父亲相隔遥远，于是聚集财货，趁机会托付边关人员，计划将崔模赎回去。崔冲智的母亲张氏经常对他们说：“你的父亲性格犹豫，本来没有决断，必定不能来的。”使者将财货送到平城，将要偷偷带回崔模。崔模果然顾念崔幼度等人，指着崔幼度对使者说：“我哪忍心舍弃这些人，让他们遭受刑罚羞辱。我将为你找一人，他的名位不低于我。”崔模于是就把申谟介绍给使者。申谟是刘义隆的东郡太守，和朱脩之守卫滑台，神䴥年间被俘虏进入北魏，都得到赐予的妻子，生了儿子申灵度。申谟听说可以南归，就抛弃妻子儿女，逃回长江以南，申灵度受刑成为阉人。
崔模是忠厚的长者，不追逐荣华利禄，很受崔浩轻视侮辱，而坚守志气很坚决，不向崔浩屈服。崔模与司徒东郡公崔浩、冀州刺史崔赜都是清河崔氏的族人但不属于同一支系，三人年纪相当，崔浩最大，其次是崔模，再次崔赜。崔模和崔赜互相亲近，来往如同家人。崔浩仗着自己家族世代为曹魏西晋的公卿，经常侮辱崔模和崔赜。崔浩不信佛教，崔模却深信，即使在污秽的土壤中，也要礼拜佛像。崔浩大声讥笑崔模说：“拿这头颅在不干净的地方跪拜这胡神啊。”崔模对人说：“桃简只可以欺负我，怎么可以轻视我家周儿！”崔浩小名桃简，崔赜小名周儿。魏太武帝拓跋焘很是听说过此事，所以诛杀崔浩时，崔模和崔赜两家都得以幸免。和平年间，崔模去世。

## 家庭

### 夫人
- 张氏
- 金氏

### 子女
- 崔冲智
- 崔季柔，刘宋前将军长史、济南郡太守
- 崔幼度